# محمد إبراهيم شامي
محمد إبراهيم شامي سويد لاعب كرة قدم قطري .
لعب سابقاً في أندية الريان والخريطيات و لوسيل.

## روابط خارجية
- محمد إبراهيم شامي على موقع قاعدة بيانات كرة القدم.إي يو (الإنجليزية)
- محمد إبراهيم شامي على موقع Soccerway.com (الإنجليزية)